# Samnanger
Samnanger er en kommune i Vestland fylke i Norge. 
Den grænser i nord til Vaksdal, i øst til Kvam, i syd til Fusa og Os, og i vest til Bergen.